# Ivan Morđin Crni
Ivan Morđin Crni (Smokovljani, 3. lipnja 1911. – Prapratno, 18. veljače 1944.) bio je sudionik Narodnooslobodilačke borbe i narodni heroj Jugoslavije. 

## Životopis
Rođen je 3. lipnja 1911. godine u selu Smokovljani u Dubrovačkom primorju. Nakon očeve smrti, napustio je rodno selo i s majkom Katom otišao u Janjinu, gdje je završio šest razreda osnovne škole. Godine 1927. otišao je u Zagreb na studij obućarstva, koji je ubrzo nastavio u Beogradu.
Nakon uvođenja diktature 6. siječnja 1929. Vratio se u Janjinu i organizirao športsku omladinsku udrugu "Iskra" u kojoj je razvio aktivan politički rad. Sredinom iste godine prvi je put uhićen i odveden u istražni zatvor u Orebiću, odakle je nakon nekoliko mjeseci pušten. Zbog aktivnog rada ponovno je uhićen 1. svibnja 1933. godine, ali ubrzo je pobjegao iz zatvora. Kada je 1934. godine u Janjini je osnovana prva ilegalna stranačka stanica, postao je njezin član, a nešto kasnije izabran je za tajnika.
Kapitulacija Kraljevine Jugoslavije zatekla ga je u Mostaru, kao vojnika. Vratio se na Pelješac i odmah počeo sakupljati oružje i pripremati se za ustanak. Ustaše su ga uhitile, ali je uspio pobjeći i preselio se na Korčulu, a zatim u Split, gdje se povezao s Pokrajinskim odborom KPJ. Primivši naredbe, odlazi na teren Metkovića i Pelješca, a već u kolovozu 1941. godine, organizirao je prve partizanske skupine. Kao tajnik Mjesnog odbora Komunističke partije Hrvatske za Pelješac, nastavio je raditi na širenju ustanka. Postao je tajnik Kotarskog odbora KPH Dubrovnik, pa je počeo organizirati ustanak na dubrovačkom području. Pod njegovim vodstvom ustanak se proširio i velik broj stanovnika Pelješca otišao je u partizane. Organizirao je izdavanje novina "Naš tjednik", novina Mjesnog odbora KPH za Pelješac, a kasnije i tijela Okružnog odbora KPH za Dubrovnik.
Krajem siječnja 1943. godine u Livnu je sudjelovao u osnivanju Oblasnog narodnooslobodilačkog odbora Dalmacije, gdje je izabran za njegovog člana. Početkom ožujka vratio se na Pelješac i sazvao Prvu okružnu konferenciju KPH za Dalmaciju na kojoj je izabran za političkog tajnika Kotarskog odbora. U lipnju 1943. izabran je za vijećnika ZAVNOH-a .
Kad je fašistička Italija kapitulirala, razoružao je cijeli garnizon u Trpnju i Gornjoj Vrućici. Vodio je razoružanje talijanske vojske na Lastovu, Mljetu i Šipanu. Organizirao je novu narodnu vladu, izvršio opću mobilizaciju i sudjelovao u osnivanju Trinaeste dalmatinske brigade.
Navečer 8. veljače, u blizini Mljeta, upali su u zasjedu njemačkih jurišnih čamaca. Skočio je u more i pokušao se spasiti plivanjem, ali je uhvaćen i odveden u zatvor na Korčuli. Nakon nekoliko dana Nijemci su ga otpratili do Dubrovnika. Tijekom plovidbe duž obale Pelješca, Morđin se oslobodio okova i spasio skokom u more. Nakon kratkog odmora i oporavka u selu Kobaš kod Stona, nastavio je put, ali je 18. veljače 1944. naišao na njemačku zasjedu iznad zaljeva Prapratno, gdje je i ubijen.
Zbog zasluga u 2. svjetskom ratu podignut mu je spomenik u središtu sela.